# Blutwurz
Die Pflanzenart Blutwurz (Potentilla erecta), auch Aufrechtes Fingerkraut, Tormentill,  Dilledapp, Durmentill, Natter(n)wurz, Rotwurz, Ruhrwurz, oder Siebenfinger genannt, gehört zur Familie der Rosengewächse (Rosaceae).

## Beschreibung
Die Blutwurz ist eine ausdauernde krautige Pflanze, die Wuchshöhen von meist 10 bis 30 (5 bis 50) Zentimeter erreicht. Sie wächst aus einem kräftigen und kriechenden Rhizom, das einen Durchmesser von 1 bis 3 cm hat, verholzt und innen an Schnittflächen blutrot anläuft. Der aufrechte bis niederliegende Stängel ist oben mehrästig, beblättert und unterschiedlich behaart. Die lang gestielten Rosettenblätter sind dreiteilig (selten einzelne vier- bis fünfteilig), grob und gezähnt, im Gegensatz zu den sitzenden bis kurzgestielten Stängelblättern, die immer dreiteilig sind. Es sind drei bis fünf große Nebenblätter vorhanden, deshalb erscheinen die Laubblätter mehrteilig.

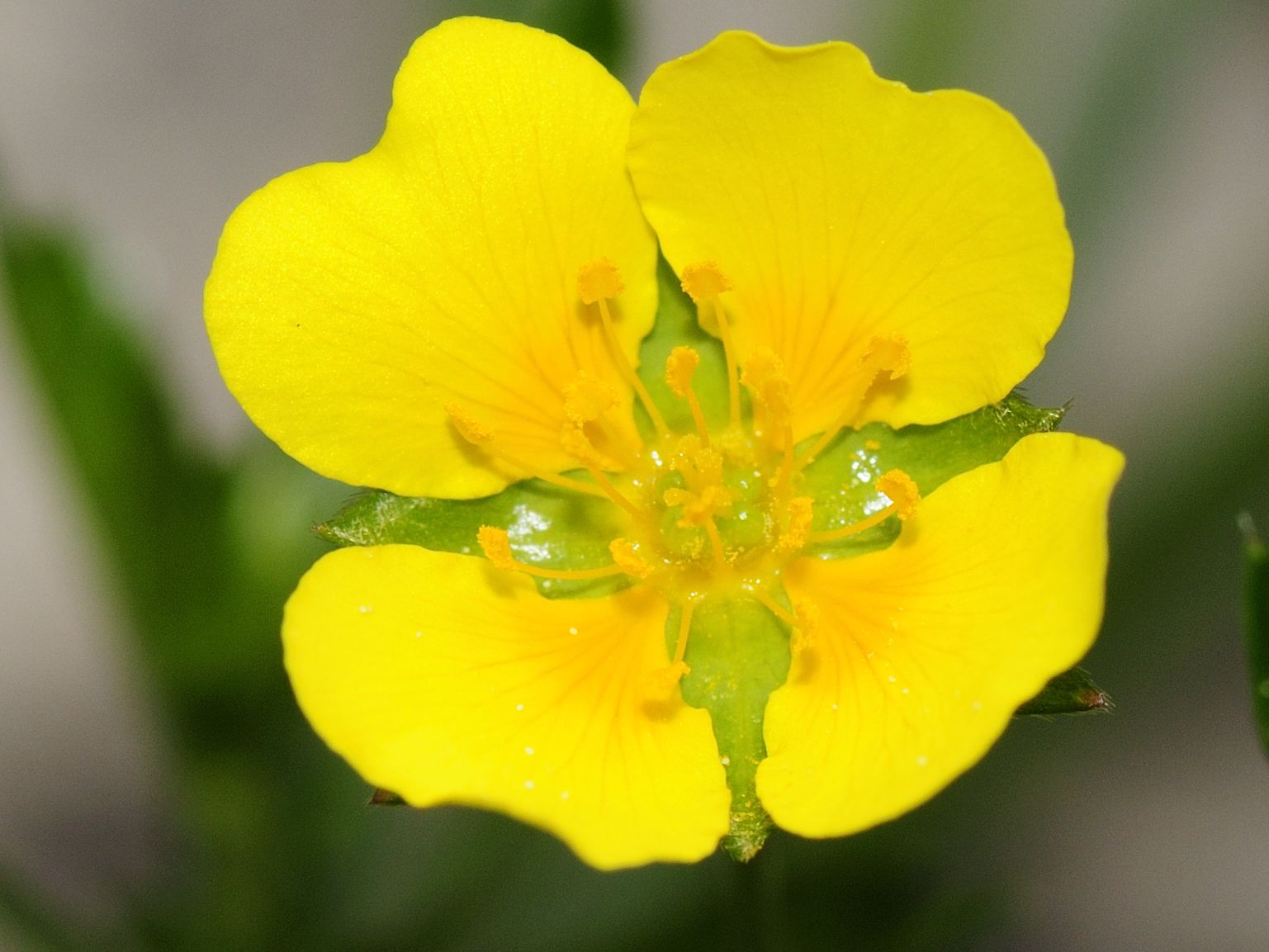
Blüte mit vier Kronblättern

Die auf langen Stielen einzeln in den Blattachseln entspringenden Blüten weisen einen Durchmesser von etwa 1 Zentimeter auf. Die Kelchblätter sind mehr oder weniger so lang wie die Kronblätter. Die meist vier (zuweilen auch fünf oder sechs) gelben Kronblätter sind frei, verkehrt-herzförmig und 4 bis 5 mm lang.
Die Blütezeit reicht von Mai bis Oktober.
Die Chromosomenzahl beträgt 2n = 28.

## Ökologie
Am Stängel kommt es nicht selten zu Bildung von Pflanzengallen, hervorgerufen durch die Gallwespe Xestophanes brevitarsis. Die Vergallungen können bis zum Rhizom hinab reichen. Die Blutwurz wurzelt bis 50 Zentimeter tief.
Die Bestäubung erfolgt durch Insekten. Die Früchte sind Wind- und Tierstreuer, daneben erfolgt eine Zufallsausbreitung der Samen.

## Verbreitung
Das Verbreitungsgebiet der Blutwurz umfasst die borealen und gemäßigten Zonen Europas ostwärts bis zum Altai. Im Süden tritt sie nur in den Gebirgen auf. Vorkommen im östlichen Nordamerika beruhen möglicherweise auf Einschleppung.
Als Standort werden Mischwälder, Heiden, Magerwiesen, Niedermoore mit mäßig sauren Böden bevorzugt. Die Pflanze gilt als Magerkeitszeiger. Sie kommt in Mitteleuropa besonders in Gesellschaften der Klasse Nardo-Callunetea vor, kann aber auch in bodensauren Gesellschaften der Ordnung Molinietalia oder der Verbände Polygono-Trisetion oder Quercion roboris wachsen. Sie steigt in Deutschland in den Alpen bis in Höhenlagen von 2200 Metern auf.

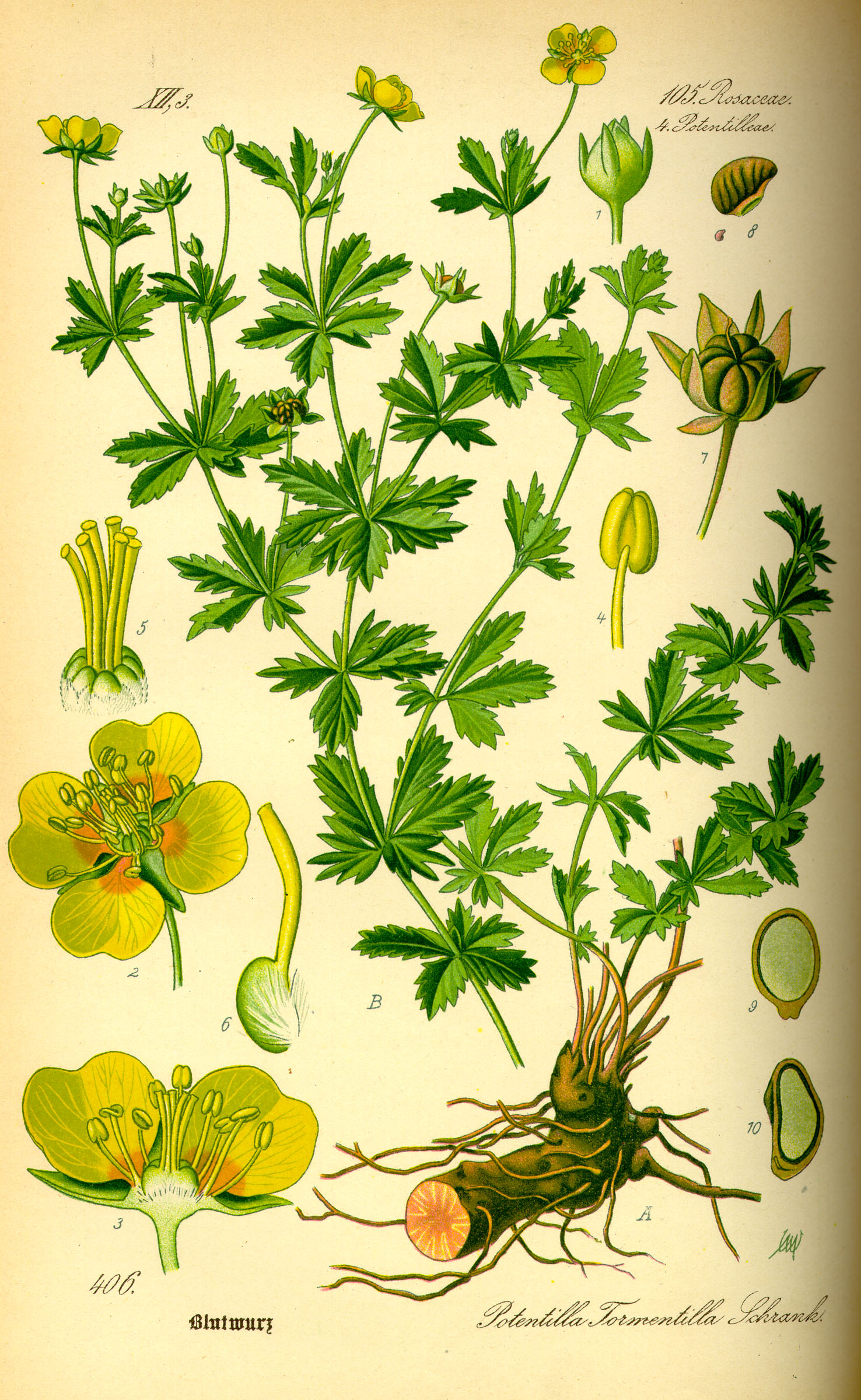
Illustration der Blutwurz, in: Wilhelm Thomé Flora von Deutschland, Österreich und der Schweiz, 1885.

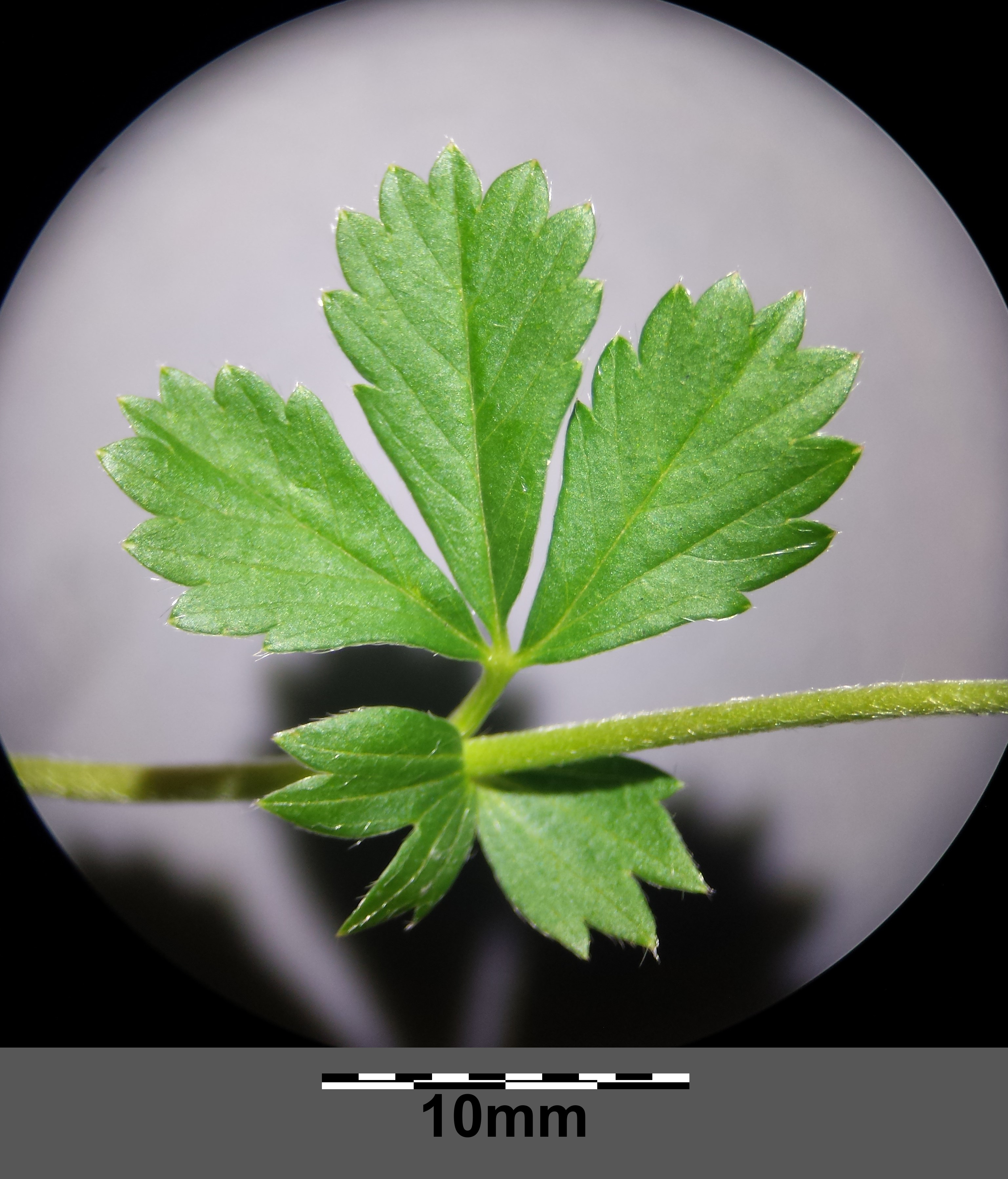
Stängel mit Laubblatt und Nebenblättern (Oberseite)

## Systematik
Die Erstveröffentlichung erfolgte 1753 unter dem Namen Tormentilla erecta durch Carl von Linné in Species Plantarum. Ernst Adolf Räuschel veröffentlichte den 1797 heute anerkannten Namen Potentilla erecta (L.) Raeusch. Weitere Synonyme sind Potentilla sylvestris Neck. und Potentilla tormentilla Neck.

## Nutzung
Die Blutwurz hat ihren Namen von dem blutroten Saft, der beim Anschneiden aus dem gelblich-weißen Rhizom austritt. Im Mittelalter wurden mit Blutwurz noch verschiedene Drogen bezeichnet, denen man blutstillende Eigenschaften nachsagte, heute meint man damit ausschließlich den Tormentill (lateinisch Tormentilla), den die moderne Phytotherapie als ausgezeichnet verträgliche Gerbstoffdroge schätzt, die akute Durchfälle lindert.
In einigen Regionen, z. B. im Bayerischen Wald, wird aus Blutwurz ein Likör oder Schnaps hergestellt, der als Digestif gereicht wird.

### Blutwurz in der Phytotherapie
In der Pflanzenheilkunde wird das schwarzbraune, bevorzugt im Frühjahr oder im Herbst (kurz vor oder kurz nach der Blüte) ausgegrabene, in der Sonne getrocknete, von den Wurzeln befreite und zerkleinerte Rhizom verwendet (Tormentillae rhizoma), entweder als alkoholischer Auszug (Tinktur), oder als Tee. Wirksame Inhaltsstoffe sind neben Gerbstoffen (Tanninen) der rote Farbstoff Tormentol, das Glykosid Tormentillin, Flavonoide, Phenolkarbonsäure, Saponine, Harz, Gummi und ätherische Öle. Der Saft der Pflanze wirkt im Laborversuch hemmend auf das Wachstum von Bakterien und Viren.

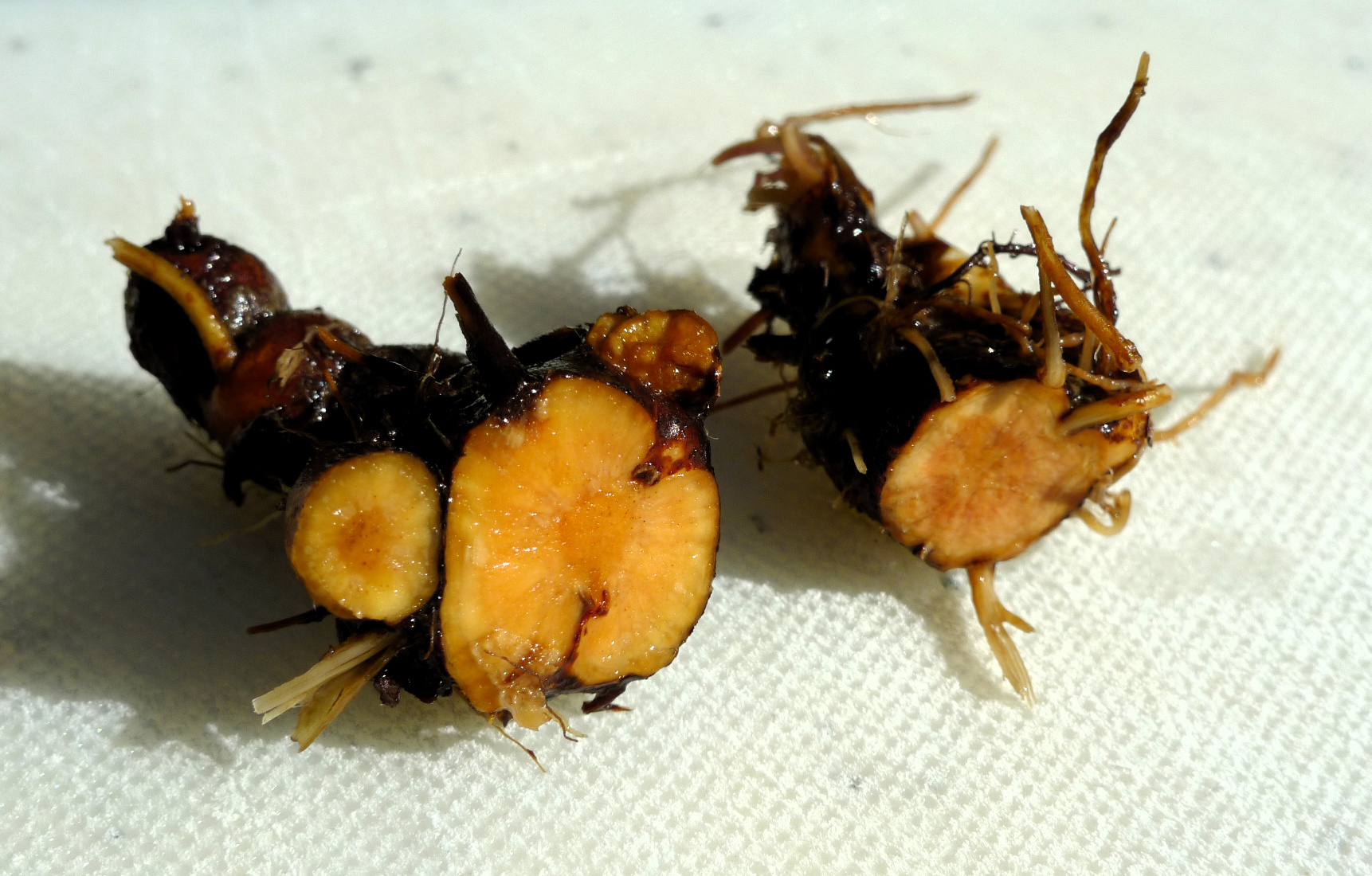
Rhizom der Blutwurz

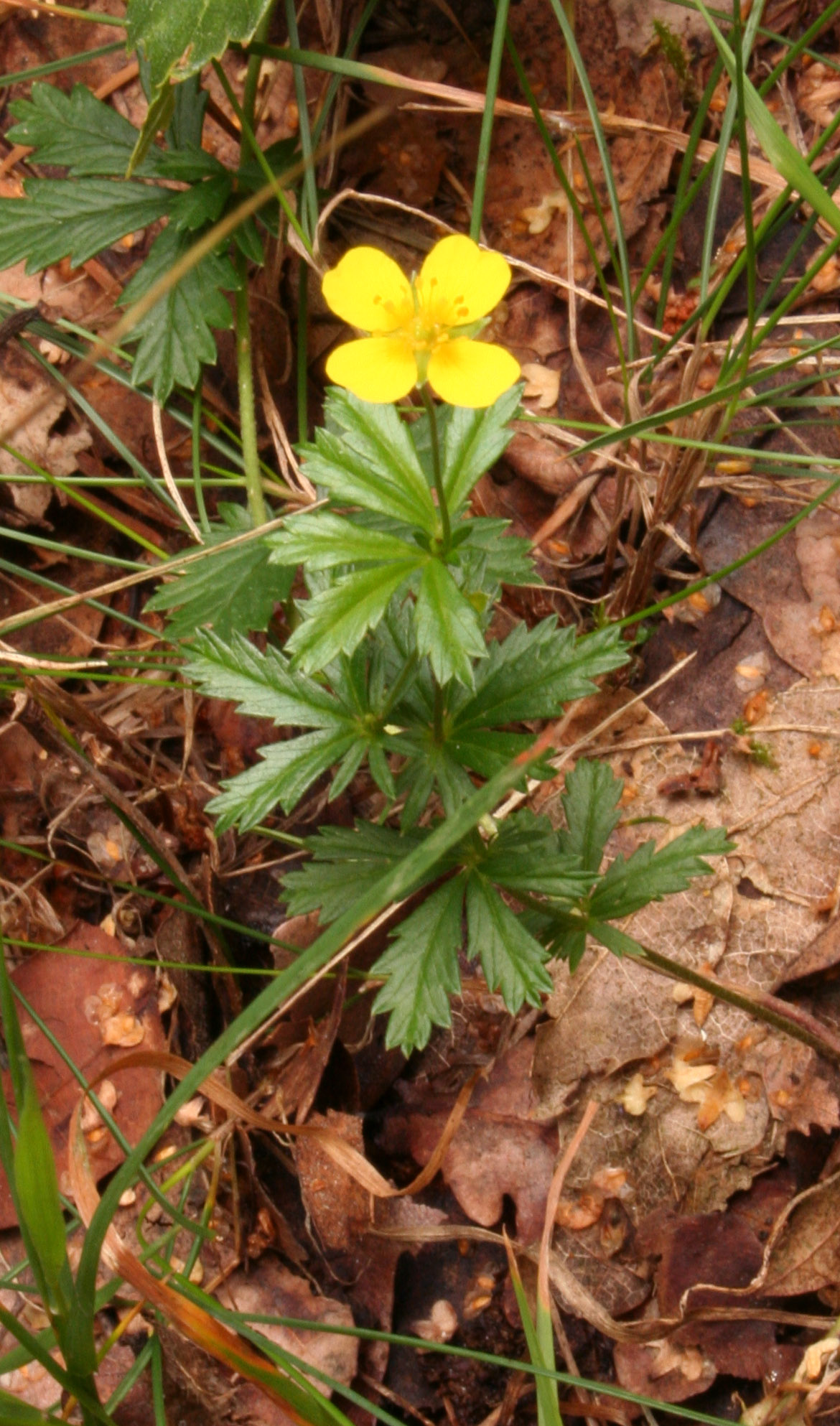
Blutwurz (Potentilla erecta)

Blutwurz wirkt stark zusammenziehend (adstringierend), austrocknend und entzündungshemmend (antiphlogistisch), Zubereitungen des Tormentills werden daher wie andere gerbstoffhaltige Drogen (Eichenrinde, Ratanhiawurzel) äußerlich in Form von Spülungen oder Pinselungen bei entzündlichen Erkrankungen der Mund- und Rachenschleimhaut, bei Entzündungen des Zahnfleischs und anderen Erkrankungen des Rachens und des Kehlkopfes und gegen Hämorrhoidenleiden verwendet, außerdem bei Verbrennungen. Innerlich genommen werden sie bei akuten, unspezifischen Durchfallerkrankungen eingesetzt und sind indiziert bei Enteritis und Fieber sowie zur Stärkung des Magens.
Die Kommission E nennt in ihrer Monografie von 1988 (Berichtigung 1990) die innerliche Anwendung bei unspezifischen, akuten Durchfallerkrankungen sowie äußerlich bei leichten Entzündungen im Mund- und Rachenraum. Die ESCOP ergänzt in ihrer Monografie von 2013 die unterstützende Anwendung bei akuter und chronischer Darmentzündung. Das HMPC hat 2011 eine Monografie erstellt (und 2019 nach erneuter Prüfung bestätigt) nennt innerlich die Behandlung leichter Durchfälle sowie äußerlich bei leichten Entzündungen der Mundschleimhaut.
Vorläufer der Blutwurz in der griechisch-römischen Antike war das Kriechende Fingerkraut, das u. a. in der Materia medica von Pedanios Dioskurides (um 65/75) und im Herbarius des Pseudo-Apuleius (um 400) beschrieben wird. Ab dem Mittelalter und bis weit in die Neuzeit wurden die Wurzelstöcke beider Pflanzen parallel verwendet. Seit dem Mittelalter werden zudem die oberirdischen Teile des Gänsefingerkrauts genannt, das bis ins 21. Jahrhundert ebenfalls der Gattung Fingerkräuter zugerechnet wurde. In zahlreichen Schriften seit Hildegard von Bingen (um 1155) werden alle drei Pflanzen beschrieben, etwa im Gart der Gesundheit (1485) oder in den Kräuterbüchern von Hieronymus Bock und Leonhart Fuchs (beide im 16. Jahrhundert).
Die Blutwurz wurde in Deutschland zur Arzneipflanze des Jahres 2024 gekürt.

### Nutzung als Färberpflanze
Der beim Anschneiden des Rhizoms der Blutwurz austretende rote Farbstoff besteht aus folgenden Komponenten: Kondensierte Gerbstoffe: Hauptfarbstoffe: Catechin-Gerbstoffe, Ellagsäure und Chinovasäure.
Auf mit Alaun und Weinstein vorgebeizter Wolle kann man mit dem Absud des Rhizoms eine gelbbraune Färbung erzielen. Mit einer Beize aus Kupfersulfat und Kaliumdichromat erhält man eine rotbraune Färbung. Früher haben die Samen ihre Rentierfelle mit Blutwurz gleichzeitig gegerbt und rot gefärbt.